# 군함

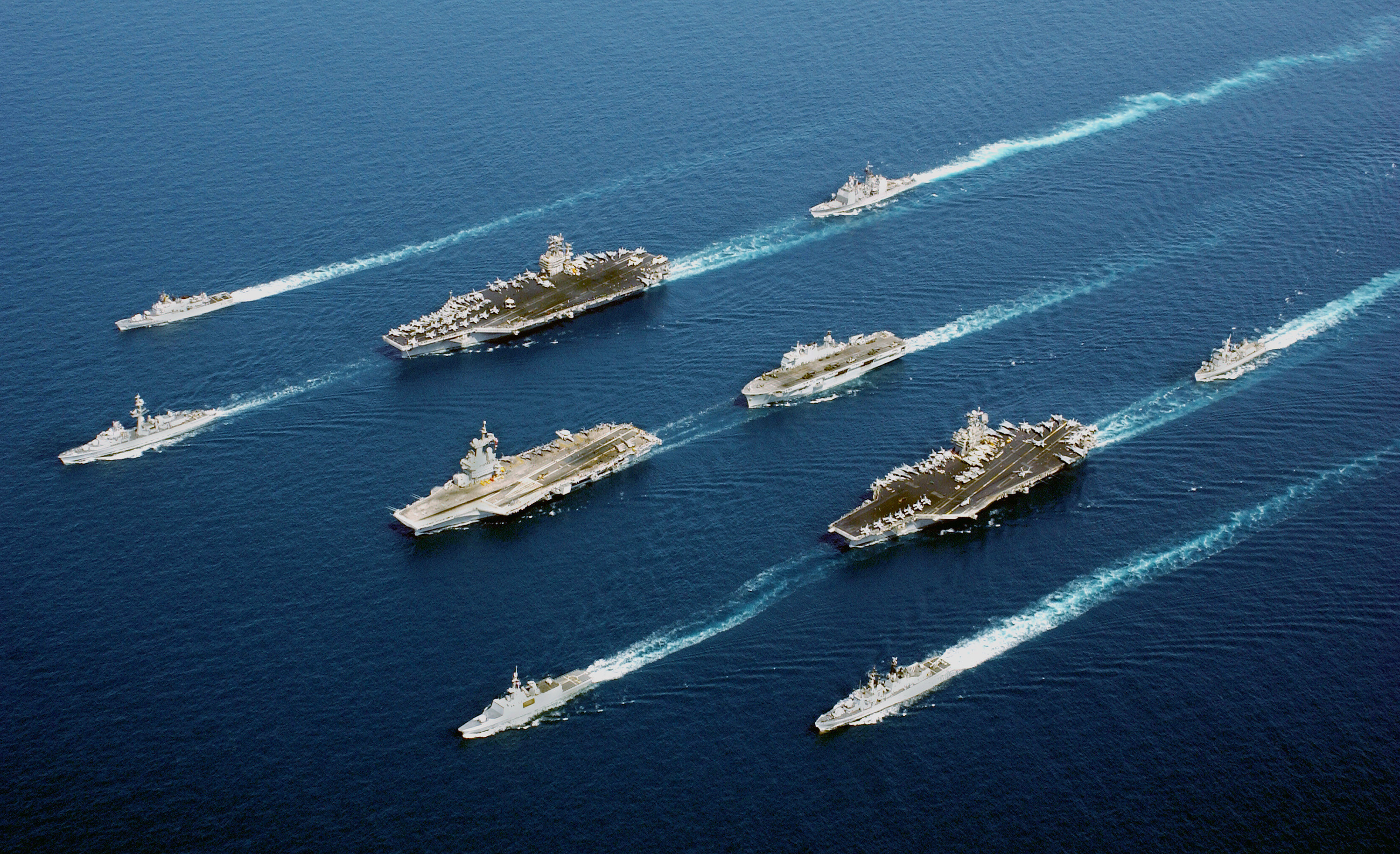
항공모함, 상륙함, 순양함, 호위함, 구축함으로 구성된 항공모함타격단

군함(軍艦, 영어: Warship) 혹은 전선(戰船), 군선(軍船), 병선(兵船), 함정(艦艇), 함선(艦船)은 일반적으로는 전투에 종사함을 주목적으로 하는 배로, 주로 해군이 소유하는 선박을 말한다.
군함은 제각기의 임무에 따라 종류도 많다. 군함에는 여러 가지 병기·탄약을 비롯하여 전투에 필요한 레이다 등의 장치 이외에도 다수의 승무원을 태우고 있다.
방어를 위해 선체 재료로 고장력강(高張力鋼)을 많이 사용하며, 구조와 이중벽에서는 중량을 줄이고 복원성(復原性)을 향상시키기 위하여 무게 중심을 낮게 설계한다. 또한 기관은 상선용보다는 훨씬 고성능이어서 고속력을 얻을 수 있으며, 1축(一軸) 또는 1기관실이 파괴되어 침수되더라도 배가 움직일 수 있도록 설계되어 있다.
제2차 세계대전까지는 함대 사이의 전투를 목적으로 만들어졌으나, 과학의 진보와 더불어 군사작전도 바뀌었으며, 군함의 임무도 바뀌게 되었다. 군수지원함, 전투보급함을 제외한 것들은 통틀어서 전투함이라 한다.

## 전근대 군함의 분류

### 국가별에 따른 분류
- 유럽: 전열함, 갤리어스

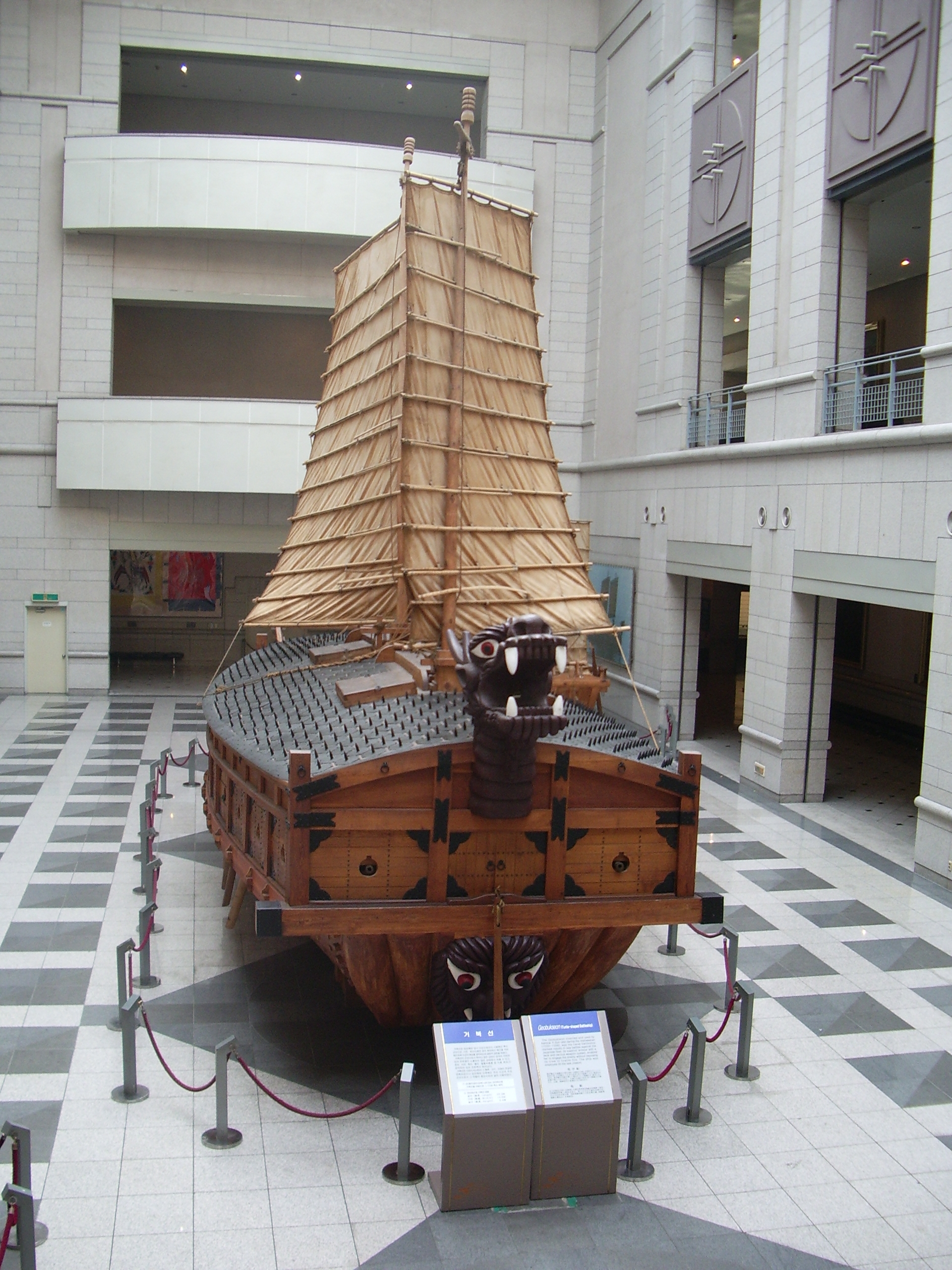
서울특별시의 전쟁기념관에 있는 거북선 모형

- 한국: 판옥선, 거북선, 검선, 맹선, 비거도, 창선, 누전선, 과선등
- 일본: 아타케부네, 세키부네, 고바야

## 근현대 군함의 분류

### 역할에 따른 분류
- 항공 지원 전투 선박: 항공모함
- 수상 전투 선박: 포함, 전함, 순양함, 구축함, 호위함, 초계함, 경비정, 초계정, 슬루프형 포함, 어뢰정, 고속정, 구잠함등
- 수중 전투 선박: 잠수함, 잠수정
- 육상 전투 선박: 상륙함
- 의료 지원 선박: 병원선
- 기타 지원 선박: 군수지원함, 소해정, 구조함, 기뢰부설함, 훈련함, 정보수집함등

### 크기에 따른 분류
|            | 종류          | 크기             | 군함                                       | 평균 건조비     |
| ---------- | ------------- | ---------------- | ------------------------------------------ | --------------- |
| 항공모함   | 슈퍼 캐리어   | 110,000t~80,000t | 미국제럴드 R. 포드급, 중국 003형           | 6~15조원        |
| 항공모함   | 대형 항공모함 | 80,000t~60,000t  | 영국퀸 엘리자베스급, 중국 산둥호           | 4~6조원         |
| 항공모함   | 중형 항공모함 | 40,000t~60,000t  | 미국CV-LX, 일본 이즈모급                   | 2조원           |
| 항공모함   | 경항공모함    | 10,000t~40,000t  | 한국K-경항모, 이탈리아트리에스테           | 2조원           |
| 수상전투함 | 순양함        | 25,000t~10,000t  | 러시아키로프급, 중국 055형 구축함          | 1~3조원         |
| 수상전투함 | 구축함        | 10,000t~3,000t   | 한국세종대왕급, 영국 데어링급              | 1~3조원         |
| 수상전투함 | 호위함        | 8,000t~1,000t    | 미국컨스텔레이션급 호위함, 일본 아키즈키급 | 3,000~8,000억원 |
| 수상전투함 | 초계함        | 1,500t~500t      | 한국 포항급                                | 2,000억원       |
| 수상전투함 | 미사일고속정  | 1,000t~100t      |                                            |                 |